# Okroug urbain de Partizansk
L'okroug urbain de Partizansk (en russe : Партиза́нский городско́й о́круг, Partizanski gorodskoï okroug) est une subdivision administrative (ville d'importance régionale) et une municipalité (okroug urbain) du kraï du Primorié en Russie. Situé en Extrême-Orient russe, il se situe dans le sud du Primorié, et il baigné par la mer du Japon. Son centre administratif est la ville de Partizansk, et il compte en tout 12 localités. Sa population s'élevait à 39 517 habitants en 2023.

## Démographie
Recensements (*) ou estimations de la population,:
| 1931   | 1939*  | 1959*  | 1970*  | 1979*  | 1989*  |
| ------ | ------ | ------ | ------ | ------ | ------ |
| 67 300 | 38 098 | 64 079 | 62 834 | 59 350 | 61 337 |

| 2002*  | 2010*  | 2021*  | 2022   | 2023   | - |
| ------ | ------ | ------ | ------ | ------ | - |
| 53 061 | 46 748 | 40 318 | 40 073 | 39 517 | - |

## Localités
L'okroug urbain de Partizansk comptait au 29 juin 2023 12 localités, dont une ville.
| Liste des localités | Liste des localités | Liste des localités | Liste des localités         | Liste des localités         |
| N°                  | Localité            | Statut              | Population Recensement 2010 | Population Recensement 2021 |
| ------------------- | ------------------- | ------------------- | --------------------------- | --------------------------- |
| 1                   | Avanga              | village             | 2143                        | 1 663                       |
| 2                   | Brovnitchi          | village             | 267                         |                             |
| 3                   | Zalessié            | village             | 90                          |                             |
| 4                   | Kazanka             | village             | 999                         |                             |
| 5                   | Krasnoarmeïski      | pazezd              | 17                          |                             |
| 6                   | Partizansk          | ville               | 38 659                      | 33 832                      |
| 7                   | Melniki             | village             | 248                         |                             |
| 8                   | Serebriannoïé       | village             | 30                          |                             |
| 9                   | Tougrovoï           | village             | 421                         |                             |
| 10                  | Ouglekamensk        | village             | 3647                        | 3 017                       |
| 11                  | Fridman             | gare ferroviaire    | 99                          |                             |
| 12                  | Khmelnitskoïé       | village             | 128                         |                             |